# 写真評論家
写真評論家（しゃしんひょうろんか）とは、写真を専門として評論を行う評論家。
美術評論家の1ジャンルとして、まとめて考えられたり、美術評論家が写真について併せて評論することも多い。「写真批評家」、「写真研究家（写真史研究家）」、「写真史家」などと呼ばれることもある。

## 概要
写真評論家として独立していることもあるが、美術館の学芸員、キュレーター、大学教授、雑誌編集者、ギャラリーのオーナーなどを兼ねることも多い。なお、写真家が、写真評論家ばりの写真評論を行うことも、しばしばある。
写真評論家の仕事としては、写真評論の執筆および著作の出版にとどまらず、講演、TV番組への出演、写真展の企画、写真公募（コンテスト）の審査員など、広い範囲に及ぶ、

## 写真評論家・写真批評家の例
著名な写真評論家としては、ヴァルター・ベンヤミン、スーザン・ソンタグ、ヴィレム・フルッサー、ロザリンド・クラウス、ジョン・シャーカフスキー、トモ・コスガ、ロラン・バルト、ジゼル・フロイント、ジャン・ボードリヤールなどがいる。
日本における著名な写真評論家としては、中島謙吉、伊奈信男、渡辺勉、田中雅夫、亀井武、重森弘淹、多木浩二、福島辰夫、山岸章二、松本徳彦、金子隆一、平木収、谷口雅、横江文憲、伊藤俊治、飯沢耕太郎、岡部昌幸、大日方欣一、竹葉丈、光田由里、増田玲、竹内万里子などがいる（生年順）ほか、伊藤逸平、伊藤知巳、上田竹翁、小沢健志、金丸重嶺、北野邦雄、倉石信乃、桑原甲子雄、小原真史、清水穣、杉田敦、田中長徳、田仲康博、田村榮、東松照明、鳥原学、中井幸一、中平卓馬、西井一夫、畑中章宏、日沖宗弘、港千尋、南実などがいる（五十音順）。

### その他の写真評論家・写真批評家
- 森山朋絵（もりやま・ともえ、1964年長崎県生まれ、筑波大学大学院芸術研究科（西洋美術史）博士課程前期修了）
- 井口壽乃（いぐち・としの、1959年静岡県生まれ、筑波大学大学院芸術学研究科博士課程修了）
- 浅沼敬子（あさぬま・けいこ、1975年宮城県生まれ、早稲田大学大学院文学研究科修士課程修了）
- 深川雅文（ふかがわ・まさふみ、1958年生まれ）
- 倉石信乃（くらいし・しの、1963年生まれ）
- 楠本亜紀（くすもと・あき　1972年生まれ）
- 白山眞理（しらやま・まり、1958年生まれ）
- 神保京子（じんぼ・きょうこ、1964年生まれ）
- 鈴木佳子（すずき・よしこ、1962年生まれ）
- 関次和子（せきじ・かずこ、1966年生まれ）
- 蔦谷典子（つたたに・のりこ、1960年生まれ）
- 戸田昌子（とだ・まさこ、1975年生まれ）
- 三井圭司（みつい・けいし、1970年生まれ）
- 山内宏泰（やまうち・ひろやす、1972年生まれ）
- 大島洋（おおしま・ひろし、1944年生まれ）:写真家でもある
- 天野太郎（あまの・たろう、1955年生まれ）
- 生井英考（いくい・えいこう、1954年生まれ）
- 笠原美智子（かさはら・みちこ、1957年長野県生まれ、明治学院大学卒業、シカゴ・コロンビア大学院修了）
- 長谷川祐子（はせがわ・ゆうこ、1955年生まれ）
- 山本和弘（やまもと・かずひろ、1958年山形県生まれ、栃木県立美術館シニア・キュレーター）
- 蔵屋美香（くらや・みか、横浜美術館館長）
- 中村浩美（なかむら・ひろみ、1960年札幌生まれ、東京都写真美術館）
- 藤村里美（ふじむら・さとみ、1967年、東京生まれ、東京都写真美術館）
- 今橋映子（いまはし えいこ、1961年10月9日 - ）
- 大竹昭子（おおたけ あきこ、東京都生まれ。上智大学文学部社会学科卒）
- 笠原美智子（かさはら みちこ、1957年10月13日 - ）
- 楠本亜紀（くすもと あき、1972年 - ）
- 丹羽晴美（にわ はるみ、1966年 - 、東京生まれ、成蹊大学文学部文化学科卒業）